# 하동진
하동진(1962년 1월 15일 ~ )은 대한민국의 가수이다.
그의 현재 거주지는 서울특별시이다.

## 학력
- 하동초등학교 졸업
- 하동중학교 졸업
- 울산공업고등학교 졸업

## 경력
| 연도   | 제목                               |
| ------ | ---------------------------------- |
| 1999   | 연예인 봉사단 ‘자연의 친구들’ 창단 |
| 2007   | 법무부 홍보대사                    |
| 2010.2 | 경상남도 하동군 홍보대사           |
| 2011.2 | 다문화예술제 홍보대사              |

## 데뷔
- 1988년 [선 채로 이곳에 돌이 되어]

## 음반
| 발매            | 제목                            |
| --------------- | ------------------------------- |
| 1995년 6월 1일  | 누가 뺏으려 합니까              |
| 1997년 5월 1일  | 마음을 비우자 / 인생은 바람     |
| 1998년 5월 1일  | 정말! 정말! 정말! / 고독한 사랑 |
| 1999년 5월      | 백프로                          |
| 2000년 1월 1일  | 백프로                          |
| 2000년 9월 1일  | 인연                            |
| 2002년 9월 1일  | 디스코 2                        |
| 2003년 1월 1일  | 정말 정말 정말                  |
| 2003년 10월     | 2집 사랑을 한번 해보고 싶어요   |
| 2007년 1월 30일 | 트로트 1                        |
| 2007년 11월 5일 | 밤새도록                        |
| 2008년 6월 25일 | Passion                         |
| 2011년 2월 21일 | 나니까                          |
| 2012년 3월 7일  | 니옆에 / 나니까                 |
| 2015년 8월 3일  | 2015 나의 사람아 / 즐기며 살자  |
| 2018년          | 당신도 여자                     |
| 2023년          | 쑤니                            |

## 가족 관계
- 배우자: 윤경화
  - 아들 : 하재민, 하윤규